# Bayswater (metropolitana di Londra)
Bayswater è una stazione della metropolitana di Londra sulle linee Circle e District.

## Storia
La stazione di Bayswater fu aperta il 1º ottobre 1868, appena 5 anni dopo l'apetura del primo tratto della Metropolitan Railway (MR), come parte dell'estensione dalla stazione di Paddington a South Kensington, dove si connetteva alla District Railway (DR, oggi la linea District). La stazione cambiò nome varie volte: aperta come Bayswater,  divenne Bayswater (Queen's Road) & Westbourne Grove nel 1923, Bayswater (Queen's Road) nel 1933 e Bayswater (Queensway) nel 1946. In seguito il suffisso fu gradualmente omesso.
La costruzione della linea ferroviaria attraverso l'area già urbanizzata di Bayswater richiese lo scavo di un tunnel con il metodo cut-and-cover. Tra due muri di sostegno in mattoni fu scavata una trincea profonda 13 metri, che venne poi coperta con arcate in mattoni per consentire la costruzione degli edifici sovrastanti. I proprietari dei terreni attraversati dagli scavi ricevettero grossi risarcimenti. Su Leinster Gardens, a est della stazione, le facciate di due case demolite per fare posto alla linea ferroviaria vennero ricostruite per ripristinare l'aspetto di una fila ininterrotta di case. Le false facciate ai numeri 23 e 24 di Leinster Gardens esistono tuttora e rappresentano una delle curiosità della rete metropolitana. Le banchine della stazione furono costruite nella trincea e fornite di un tetto in vetro. Una breve sezione all'estremità occidentale fu lasciata scoperta per consentire lo sfogo del fumo e del vapore emesso dei treni. 
Già prima del completamento, avvenuto nel 1884, del circuito di binari che oggi forma la linea Circle, la MR e la DR operavano servizi passanti per Bayswater sul c.d. Inner Circle. Originariamente tutti i treni erano forniti dalla MR, ma a partire dal 1871 ciascuna compagnia contribuì ad una metà del servizio. Nel 1905 la MR elettrificò la sua rete su tutto l'Inner Circle, compresa Bayswater, in collaborazione con la DR. Il servizio iniziò il 1º luglio 1905, ma il pessimo coordinamento fra le due compagnie causò problemi e interruzioni per diversi mesi.
La stazione è stata ristrutturata dal consorzio Metronet nel 2006.

## Strutture e impianti
La stazione ha una sola entrata che dà sul lato occidentale di Queensway (W2) nella City of Westminster. Ha due binari passanti e due banchine.
La stazione di Bayswater è situata nella Travelcard Zone 1.

## Interscambi
A circa 100 metri di distanza, all'estremità sud di Queensway, si trova una stazione della Linea Central, Queensway.
Nelle vicinanze della stazione effettuano fermata alcune linee automobilistiche urbane, gestite da London Buses.
- Fermata autobus

## Incidenti
Nel novembre 2017, un uomo di 29 anni tentò di assassinare un uomo di 55 anni spingendolo sotto un treno della linea District mentre questo si avvicinava alla banchina. La vittima sopravvisse adottando una posizione fetale tra i binari, mentre il treno gli passava sopra.

## Nella cultura di massa
La stazione di Bayswater è il soggetto di un dipinto di Walter Sickert del 1916, che mostra il cartello sulla banchina con la dicitura Queen's Road (Bayswater), accanto a un annuncio pubblicitario dei grandi magazzini Whiteley's.

## Galleria d'immagini

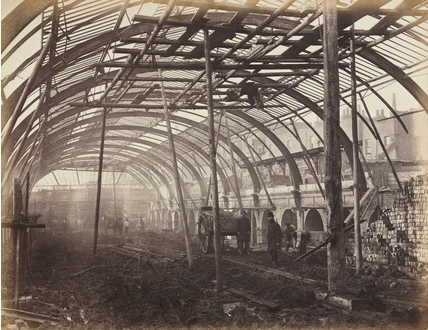
Tetto della stazione di Bayswater in costruzione, c.1867
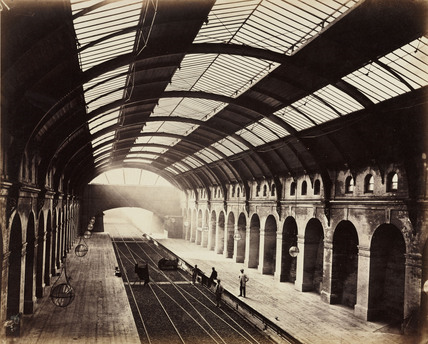
La stazione nel 1867
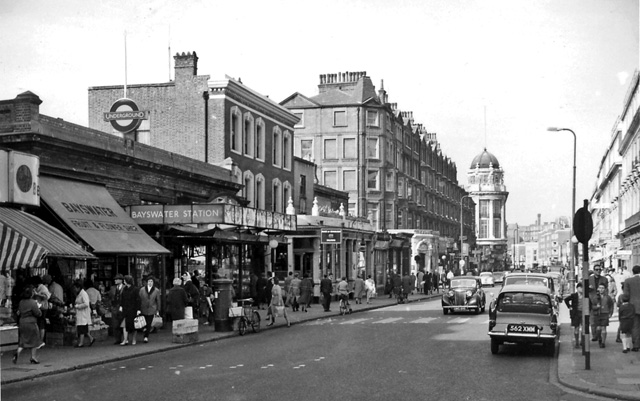
Esterno della stazione nel 1961
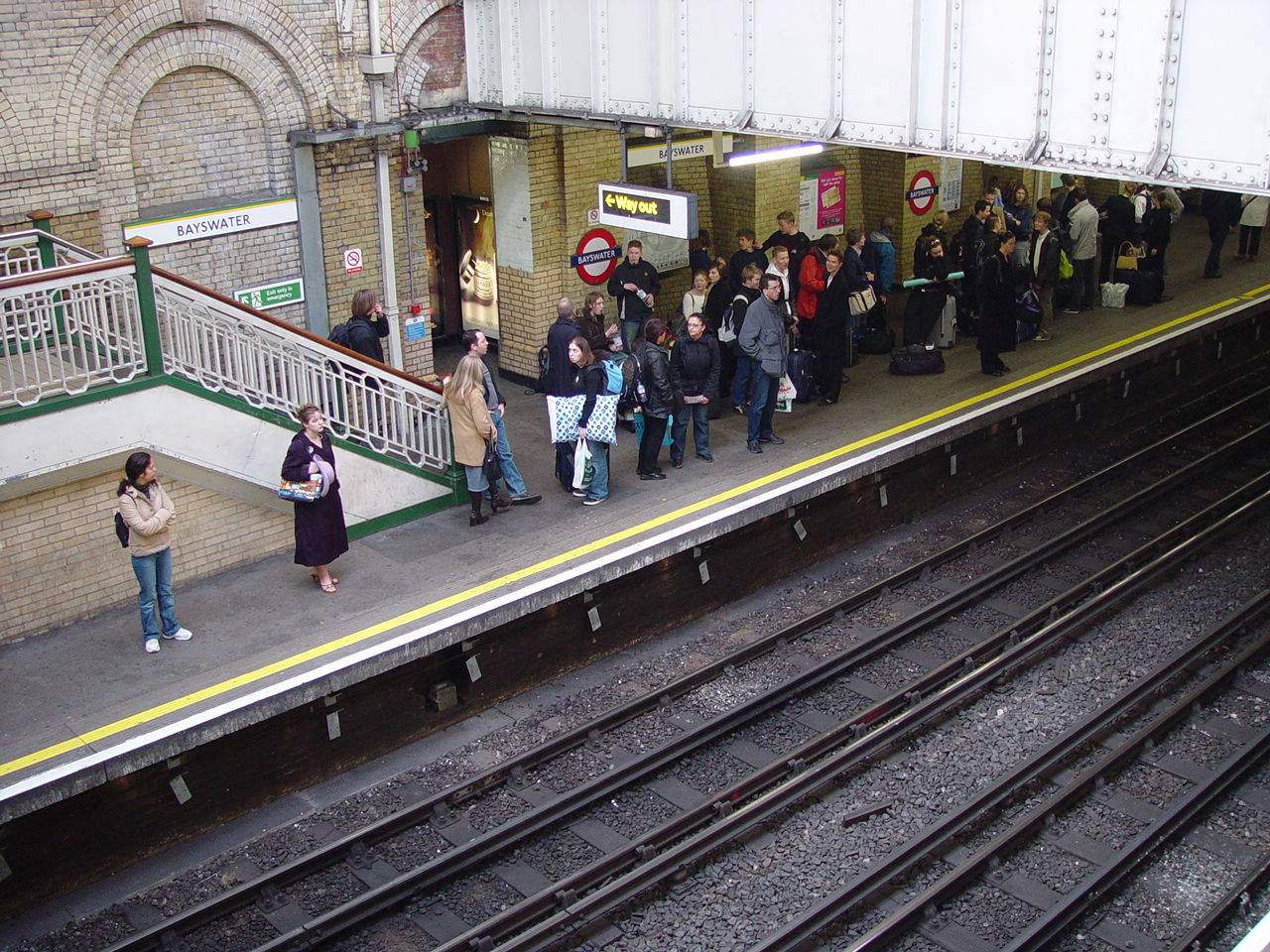
Banchina della stazione, vista dall'alto